# Contea di Martin (Texas)
La contea di Martin in inglese Martin County è una contea dello Stato del Texas, negli Stati Uniti. La popolazione al censimento del 2010 era di 4 799 abitanti. Il capoluogo di contea è Stanton. La contea è stata creata nel 1876 ed organizzata nel 1884. Il suo nome deriva da Wylie Martin, uno dei primi coloni del Texas.

## Geografia fisica
| Anno | Popolazione | ±%       |
| ---- | ----------- | -------- |
| 1880 | 12          | Note:    |
| 1890 | 264         | 2 100,0% |
| 1900 | 332         | 25.8%    |
| 1910 | 1 549       | 366.6%   |
| 1920 | 1 146       | −26.0%   |
| 1930 | 5 785       | 404.8%   |
| 1940 | 5 556       | −4.0%    |
| 1950 | 5 541       | −0.3%    |
| 1960 | 5 068       | −8.5%    |
| 1970 | 4 774       | −5.8%    |
| 1980 | 4 684       | −1.9%    |
| 1990 | 4 956       | 5.8%     |
| 2000 | 4 746       | −4.2     |
| 2010 | 4 799       | 1.1%     |

Secondo l'Ufficio del censimento degli Stati Uniti d'America la contea ha un'area totale di 916 miglia quadrate (2370 km²), di cui 915 miglia quadrate (2369 km²) sono terra, mentre 0,7 miglia quadrate (1,8 km², corrispondenti allo 0,08% del territorio) sono costituiti dall'acqua.

### Strade principali
- Interstate 20
- Interstate 20 Business
- State Highway 115
- State Highway 137
- State Highway 176
- State Highway 349

### Contee adiacenti
- Dawson County (nord)
- Howard County (est)
- Glasscock County (sud-est)
- Midland County (sud)
- Andrews County (ovest)
- Gaines County (nord-ovest)

## Media
Nella contea viene pubblicato un settimanale, mentre le stazioni radio includono KKJW (FM), KBXJ (FM) e KPET (AM).